# تحریر
تحریر عبارت است از صدایی آهنگین در اجرای آواز که با کمک ماهیچه‌های حنجره به سرعت قطع و وصل می‌شود. به تحریر چَهچَهه یا چَه‌چَه نیز گفته می‌شود و اجرای تحریر را تقلیدی از چهچههٔ پرندگانی همچون بلبل دانسته‌اند.

## تعریف
تحریر صوتی است آهنگین که خواننده در زمان اجرای آن با کمک ماهیچه‌های حنجره‌اش آن صوت را به سرعت قطع و وصل می‌کند. صدای تحریر در داخل حنجره (پایین‌تر از حلق) شکل می‌گیرد و حالت آن از نظر جنس و کیفیت صدا بر اساس تکنیک خواننده متفاوت است. تحریر معمولاً روی واکه‌های بلند (به خصوص «آ») اجرا می‌شود و اگر متن شعر آواز دارای چنین واژه‌ای در محل اجرای تحریر نباشد، خواننده به دلخواه خود صدای «آ» یا «ها» یا «آی» یا مشابه آن را در زمان اجرای تحریر اضافه می‌کند؛ به این افزودن صداها و واژه‌های خارج از شعر، ترنم گفته می‌شود.
تحریر به شکلی که در موسیقی سنتی ایرانی رواج دارد، در موسیقی آذربایجان و عراق و سوریه نیز دیده می‌شود اما در موسیقی ترکی و سایر انواع موسیقی عربی متداول نیست.
واژهٔ «تحریر» یک مصدر در زبان عربی است که معنای تحت‌اللفظی آن «آزاد کردن» است. در فارسی تحریر به معنای پیچیدن صدای آوازه‌خوان به کار می‌رود. اصطلاح «غلت دادن» نیز برای همین معنا به کار می‌رود. واژه‌های «چه‌چه» و «چهچهه» نیز در اصل به معنای آواز بلبل هستند اما برای اشاره به مفهوم تحریر و غلتاندن صدا نیز به کار می‌روند.

### ترنم
از اصطلاح «تَرَنُّم» برای توصیف واژگان و آواهایی استفاده می‌شود که بیرون از دایرهٔ شعر هستند و به آن افزوده می‌شوند تا تحریر روی آن‌ها اجرا شود. واژهٔ «ترنم» از ریشهٔ عربی «رَنَم» به معنای تحریر یا لرزاندن است. از این واژه در زبان اردو برای توصیف یک سبک آوازخوانی با ریتم آزاد استفاده می‌شود. در موسیقی ترکی نیز  از واژهٔ ترنم برای اشاره به تحریرهای هجایی استفاده می‌شود.

## تاریخچه

### در موسیقی ایرانی
از سید احمدخان ساوه‌ای، که به گفتهٔ روح‌الله خالقی اولین خوانندهٔ موسیقی دستگاهی بود که صدایش ضبط شد، یک صفحه گرامافون وجود دارد که در آن در چهارگاه آواز خوانده است و در این آواز از ترنم‌هایی همچون «لای لای» و «دای دای» استفاده کرده‌است. اما علی‌رغم این که استفاده از تحریر در موسیقی ایرانی پیشینهٔ طولانی دارد، در پژوهش‌های موسیقی ایرانی کمتر به آن پرداخته شده‌است. در آوانویسی ردیف‌های آوازی — نظیر ردیف عبدالله دوامی که توسط فرامرز پایور نگاشته شده و ردیف محمود کریمی که توسط محمدتقی مسعودیه نگارش شده‌است — نیز ترنم‌ها نگاشته نشده‌اند.

## اجرا
در اجرای تحریر، خواننده باید توجه کند که معنای شعر را تغییر ندهد و فهم و درک کلام را مختل نکند. به همین دلیل، تحریر فقط روی کلماتی اجرا می‌شود که بتوان آن‌ها را به روشنی ادا کرد، و از اجرای تحریر روی هجاهای میانی کلمات پرهیز می‌شود. تحریر معمولاً روی هجاهای طولانی و نت‌های دارای کشش طولانی‌تر انجام می‌شود و ترجیحاً در پایان هر مصراع از شعر به کار گرفته می‌شود. صدای «آ» بیشترین کاربرد را در تحریر دارد. دلیل تمرکز روی صدای «آ» در تحریرها آن است که مخرج این صدا در ته دهان (نزدیک به حلق) است و این امکان اجرای تحریر را (که خود از حلق شکل می‌گیرد) فراهم می‌کند. تحریرهای روی کلام شعر، ممکن است روی صداهای دیگر نظیر «او» نیز اجرا شوند اما در تحریرهایی که روی ترنم‌های مجزا از شعر اجرا می‌شوند، معمولاً مصوت‌های «آ» و «اِ» نقش اساسی دارند و دیگر آواها به ندرت در تحریرهای مستقل به کار گرفته می‌شوند. تحریرهایی که روی مصوت «آ» اجرا می‌شوند معمولاً حالت خیزشی بیشتری از تحریر روی دیگر مصوت‌ها دارند؛ این امر کمک می‌کند که از ترکیب‌های آوایی «آ» برای رساندن سیر نغمگی به یک درجهٔ دیگر دستگاه به خصوص درجات بالاتر استفاده شود. در مقابل، تحریرهای مبتنی بر مصوت «اِ» برای روندهای نزولی به درجات پایین‌تر مناسب‌تر هستند. صدای «آ» در تحریر گاهی به سمت صدای «اُ» یا «او» نیز گرایش پیدا می‌کند.
به عقیدهٔ داریوش صفوت، این که خوانندهٔ آواز، تا حد مطلوبی با ساز تنبک آشنا باشد می‌تواند به کیفیت تحریرهای او کمک کند چون همراهی ساز و آواز را بهتر می‌تواند رعایت کند. محمدرضا لطفی نیز بین آواگذاری تحریر و مضراب‌گذاری ساز ارتباط قائل شده‌است چنان‌که اجرای تحریر روی صدای «آ» را معادل مضراب راست و اجرای تحریر روی صدای «اِ» را معادل مضراب چپ دانسته‌است.
یکی از کارکردهای مهم تحریر، گسترش دادن یک نغمهٔ خاص است که معمولاً نت شاهد یا نت ایست دستگاه است. تحریر زمان حیات این نغمهٔ خاص را افزایش می‌دهد و بر آن تأکید می‌کند. تأکید در تحریر به دو شکل صورت می‌پذیرد. یکی با قرار دادن تحریر روی ضرب قوی (مثل ضرب اول میزان موسیقی)، و دوم با قرار دادن هجای مؤکد روی بلندترین (زیرترین) نت. یکی از خواص مشخصه تحریرهای آواز ایرانی آنست که مخصوص به ساز یا آواز سولو می‌باشد و هر گاه یک ارکستر بزرگ مخصوصاً اگر از نظر سازهای مضرابی هم غنی باشد بخواهد آنها را اجرا نماید بدون شک به گوش شنونده چندان مطلوب نخواهد بود.

## طبقه‌بندی

سه نمونه از تحریر دوتایی (به ترتیب از بالا به پایین): تحریر دوتایی ساکن، تحریر دوتایی بالارونده، تحریر دوتایی پایین‌رونده

از بالا به پایین: نمونهٔ نت‌نویسی‌شدهٔ تحریر چکشی، مقطّع، زیر و رو، و بلبلی

تحریرها می‌توانند بر اساس تعداد نت‌های تحریر به صورت تحریر تکی، دوتای، سه‌تای و … طبقه‌بندی گردند. تحریرها را همچنین از نظر کیفیت صدا به اشکال مختلفی نامگذاری کرده‌اند که موارد زیر از آن جمله هستند:
- تحریرهای بلبلی
- تحریرهای لَنگ (یا مقطّع)
- تحریرهای ساکن
- تحریرهای زیر و رو
- تحریرهای یک در میان
- تحریرهای چکشی
- تحریرهای رفت و برگشت (یا فراز و نشیب)
- تحریرهای فرازین (یا بالارونده)
- تحریرهای فرودین (یا پایین‌رونده یا نشیب)
- تحریرهای فواره‌ای
- تحریرهای مسلسل
- تحریرهای پرشی
- تحریرهای گسسته و پیوسته
- تحریرهای طاق و جفت
- تحریرهای دو به دو
- تحریرهای سه به دو
- تحریرهای یک به سه
- تحریرهای دو به سه
- تحریرهای دو تا یکی
- تحریرهای سه تا یکی
- تحریرهای یک دو یک
- تحریرهای یک دو به یک
- تحریرهای مخفی
- تحریرهای بده بستان

تحریرها از نظر طول هم به دو دستهٔ کوتاه و بلند تقسیم می‌شوند. تحریرهای کوتاه روی آخرین هجای یکی از واژه‌های شعر ادا می‌شوند در حالی که تحریرهای بلند مستقل از شعر و در ابتدا، میانه یا انتهای اجرای یک گوشه اجرا می‌شوند و مدت زمان بیشتری به آن‌ها اختصاص می‌یابد.

## اهمیت
اجرای تحریر و درست به کار گرفتن آن جزئی از زیربنای تکنیکی در موسیقی آوازی ایران دانسته می‌شود. برخی از صاحب‌نظران نظیر نلی کارون و داریوش صفوت معتقدند که تحریر از مشخص‌ترین نشانه‌های آواز ایرانی است و در هیچ نوع موسیقی دیگری وجود ندارد. پیدایش تحریر در هاله‌ای از ابهام قرار دارد اما احتمالاً خاستگاه آن در فلات ایران بوده‌است. تحریر (به شکلی که در موسیقی ایرانی معمول است) در موسیقی آذربایجان نیز وجود دارد، و در موسیقی نقاط دیگری که تحت تأثیر موسیقی ایران بوده‌اند (همچون عراق، سوریه و نیز موسیقی فلامنکو در اسپانیا) نیز تکنیک آوازی مشابهی وجود دارد. همچنین در موسیقی هندی نیز تکنیک آوازی مشابهی به کار گرفته می‌شود.
اجرای تحریر در اوج دستگاه یا گوشه مرسوم است و هدف از آن نمایش توانایی‌های خواننده است. برخی از خوانندگان به خاطر اجراهای تحریرها و غلت‌های لطیف شهرت داشتند که از آن جمله می‌توان به حسین طاهرزاده و میرزا حبیب اصفهانی (معروف به شاطر حاجی) اشاره کرد.

## یادداشت
1. ↑  Terennüm
2. ↑  تغییر صدای «آ» به «اُ» یا «او» در گفتار محاوره‌ای نیز رخ می‌دهد (مثل تغییر «تهران» به «تهرون») و یدالله ثمره در کتاب آواشناسی زبان فارسی به آن اشاره کرده‌است.[۱۶]
3. ↑  برای توضیح بیشتر در مورد مضراب چپ و راست، چهارمضراب را ببینید.
4. ↑  حرکت از یک نت به نت دیگر بدون وقفه (به حالتی شبیه لگاتو) را غَلت می‌گویند؛ در آواز ایرانی غلت چندان متداول نیست و معمولاً در بین تأکیدهای تحریرهای مختلف شنیده می‌شود.[۲۷]